# Iglesia de San Vicente (Estamariu)
San Vicente de Estamariu (en catalán: Sant Vicenç d'Estamariu) es una iglesia del municipio de Estamariu (Lérida) que forma parte del Inventario del Patrimonio Arquitectónico de Cataluña.

## Descripción

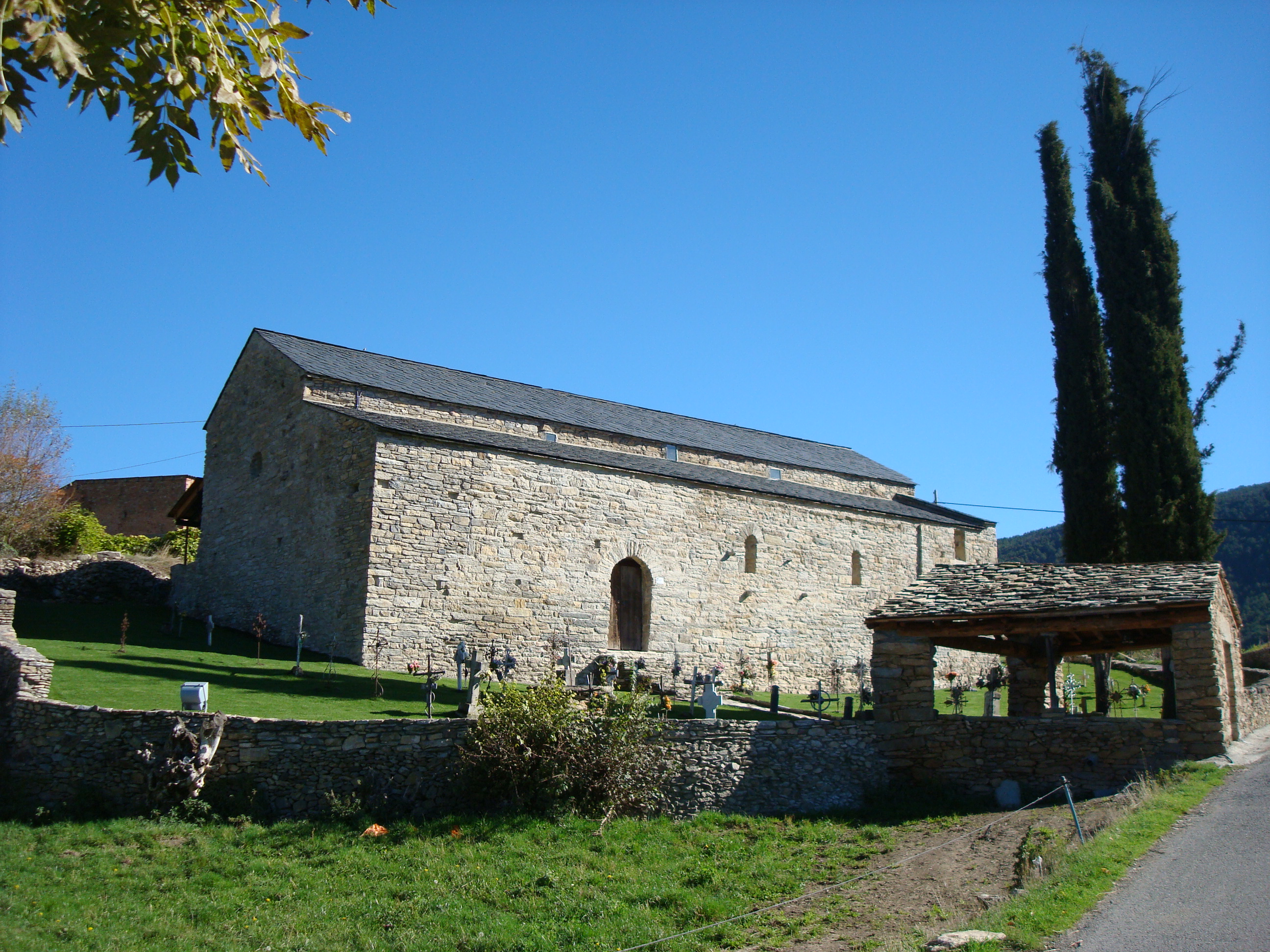

En origen, era una iglesia de planta basilical, de tres naves, cerradas por tres ábsides semicirculares, y una nave transversal a manera de crucero inscrito. Las naves están separadas per pilares cruciformes. En la descripción de Whitehill del año 1941 se habla de un envigado de madera, que habría substituido en el siglo XVIII las cubiertas originales de bóveda de cañón en la nave central i de cuarto de esfera en las laterales. Esta cubierta de madera era un ejemplar único en toda la región, antes de que se hundiera el 1950.
La nave septentrional se hundió y quedó eliminada con el tapiado de los arcos laterales; estos arcos arrancan de cuatro pilares cruciformes. El área presbiteral queda elevada respecto a las naves. Se accede al edificio gracias a una puerta con un arco de medio punto situada al sur. El ábside está ornamentado con pinturas murales. Las pinturas del ábside son las únicas conservadas in situ en el Alto Urgel.
El ábside de la nave central es semicircular con tres ventanas, decorado exteriormente por un friso de arquillos lombardos. El absidiolo del lado norte desapareció junto con su nave. El absidiolo del sur nos ofrece, exteriormente, una ventana cegada.
La construcción es de piedra irregular, colocada en hileras uniformes, con sillares en las esquinas.
La entrada al recinto y al cementerio es una singular estructura porticada, soportada con pilares de piedra y pequeñas columnas de madera.

## Historia

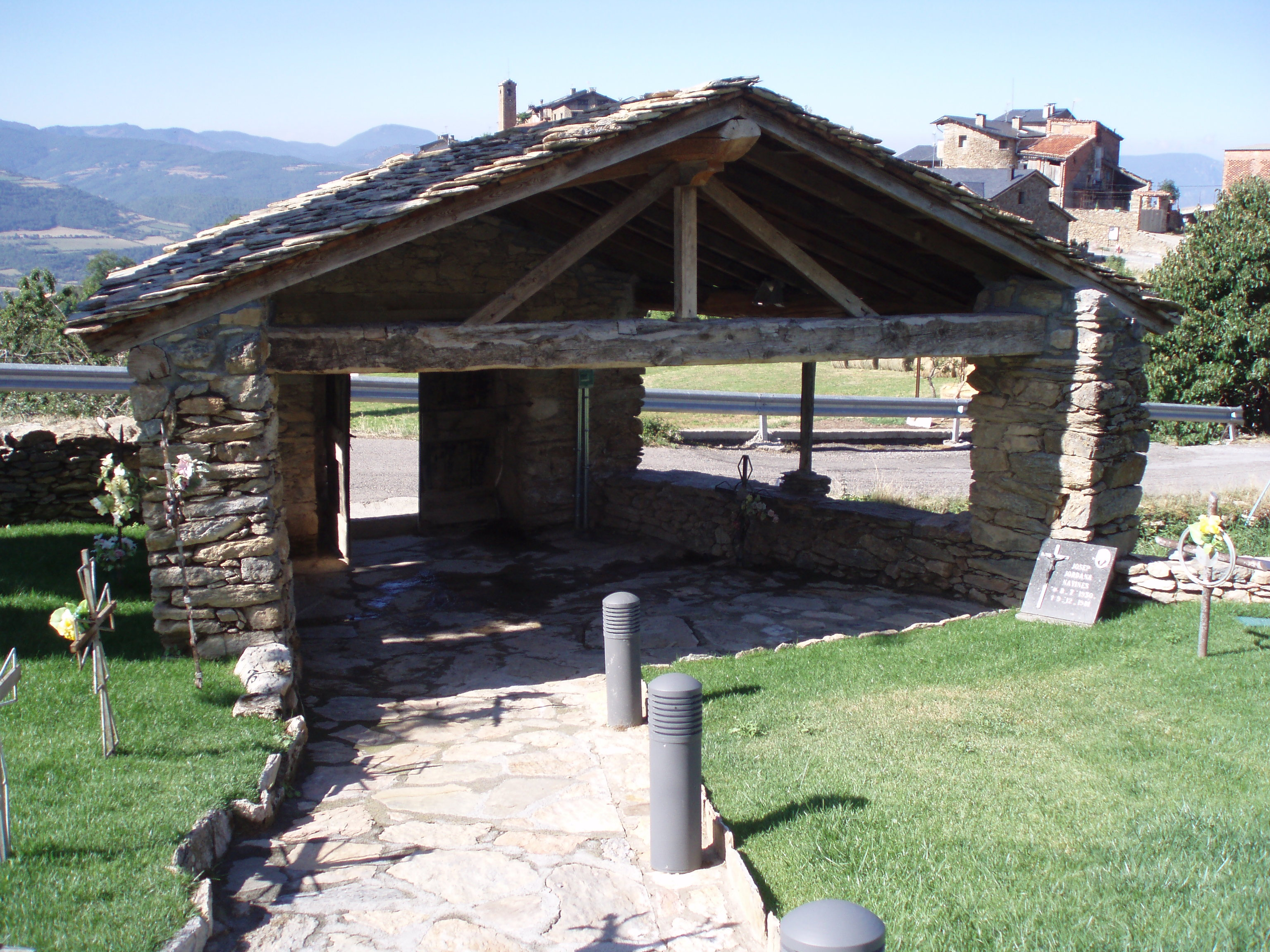
Entrada al cementerio

El topónimo Estamariu aparece documentado por primera vez en el año 893. Aunque el templo es mencionado en el año 839 en la discutible «Acta de Consagración de la Catedral de la Seo de Urgel», actualmente los restos de la iglesia corresponden a una edificación románica de la primera mitad del siglo XI. Esta iglesia de San Vicente aparece en el testamento de la vizcondesa Sança de 1019. Durante la Edad Moderna, las visitas parroquiales aportaron nuevas informaciones, concretamente, en la visita de 1575, queda anotada la disposición interna del templo. Son citados el baptisterio, el altar mayor y los altares de Santa María, Santa Cecilia, el de San Pedro y el de San Esteban. También habla de la existencia del campanario. En la visita de 1758, se explica que la «parroquia vieja» solo acoge el culto de la «Fiesta de Todos los Santos», y que había sido substituida por la iglesia de Nuestra Señora del Rosario (en catalán: Mare de Déu del Roser), actual iglesia parroquial de Santa Cecília.
La iglesia de San Vicente fue lugar de culto hasta después de la guerra civil española (1936-1939), en ella se celebraban los oficios de difuntos. Se conservó hasta finales de 1950, cuando se derrumbó la cubierta y la maleza se adueñó del lugar. La construcción de un nuevo cementerio, alejado de la población, aceleró su decadencia, pero por suerte se reconstruyó. En 1980 se realizó una primera limpieza del recinto. 
| De la decadencia... | 1950-1999 | A la reconstrucción... | 1999 |
| ------------------- | --------- | ---------------------- | ---- |
|                     |           |                        |      |

En el 1993 miembros del Centre d’Estudis de l’Alt Urgell y voluntarios del pueblo, realizan una segunda limpieza. En el 1999 se inicia la restauración de la cubierta. En el 2002 se crea la Fundació Sant Vicenç d’Estamariu. Es en el año 2008 cuando se inaugura el templo con el resultado de las intervenciones en la obra y en la pintura de los ábsides.

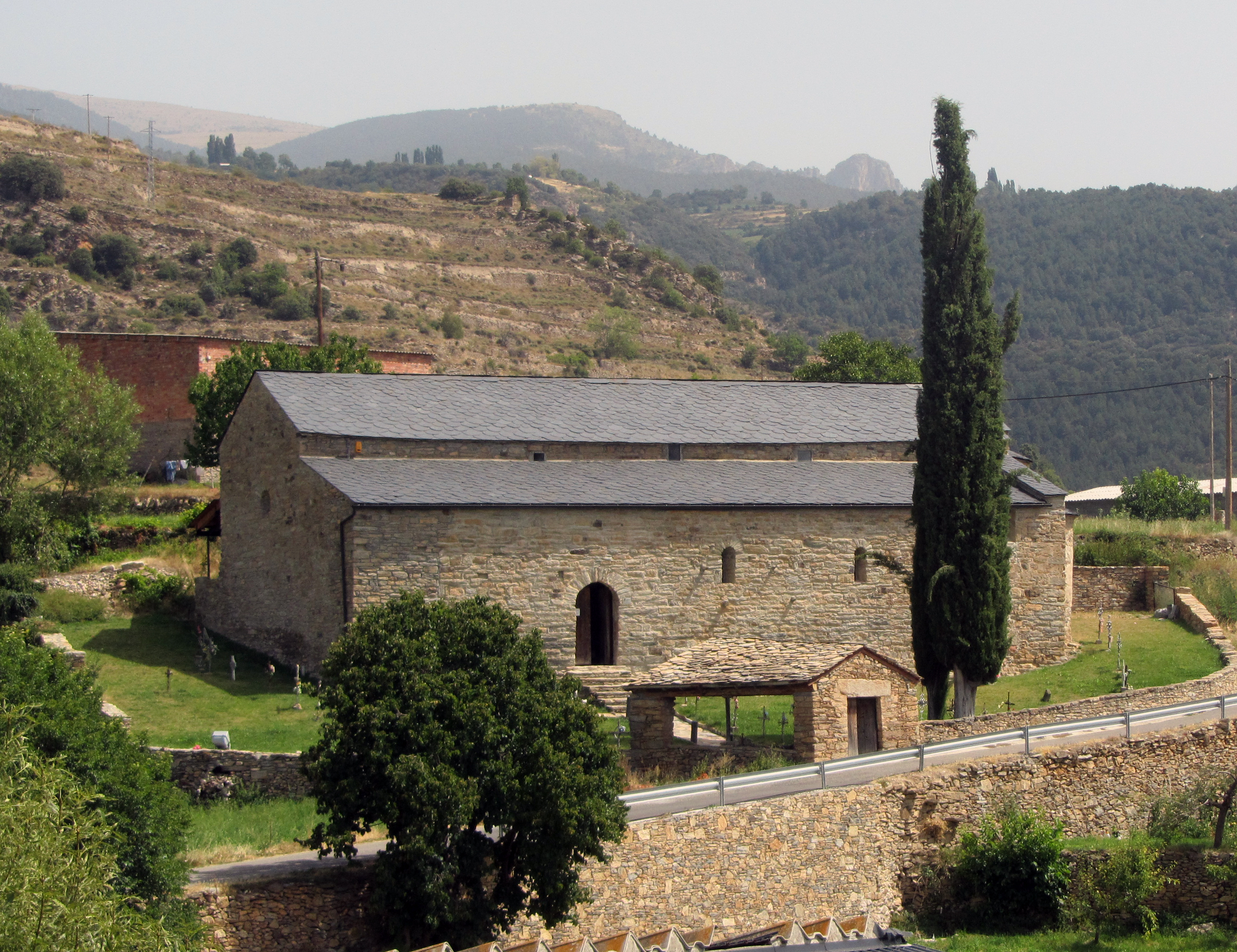
Vista general

Desde los inicios del siglo XXI, la fundación privada Sant Vicenç d'Estamariu ha trabajado para recuperar arquitectónicamente el monumento. Una de las intervenciones más importantes fue la recuperación de la cubierta. Durante el año 2003, el Centro de Restauración de Bienes Muebles de la Generalidad de Cataluña, inició una campaña para consolidar los restos pictóricos de la época románica que se conservan en el templo, comparables a las obras de los pintores del círculo de Taüll por su cualidad. En el año 2007, el Departament de Cultura i Mitjans de Comunicació i la Fundació Privada Sant Vicenç d'Estamariu, colaboraron económicamente en la recuperación de estas pinturas.

## Las pinturas románicas

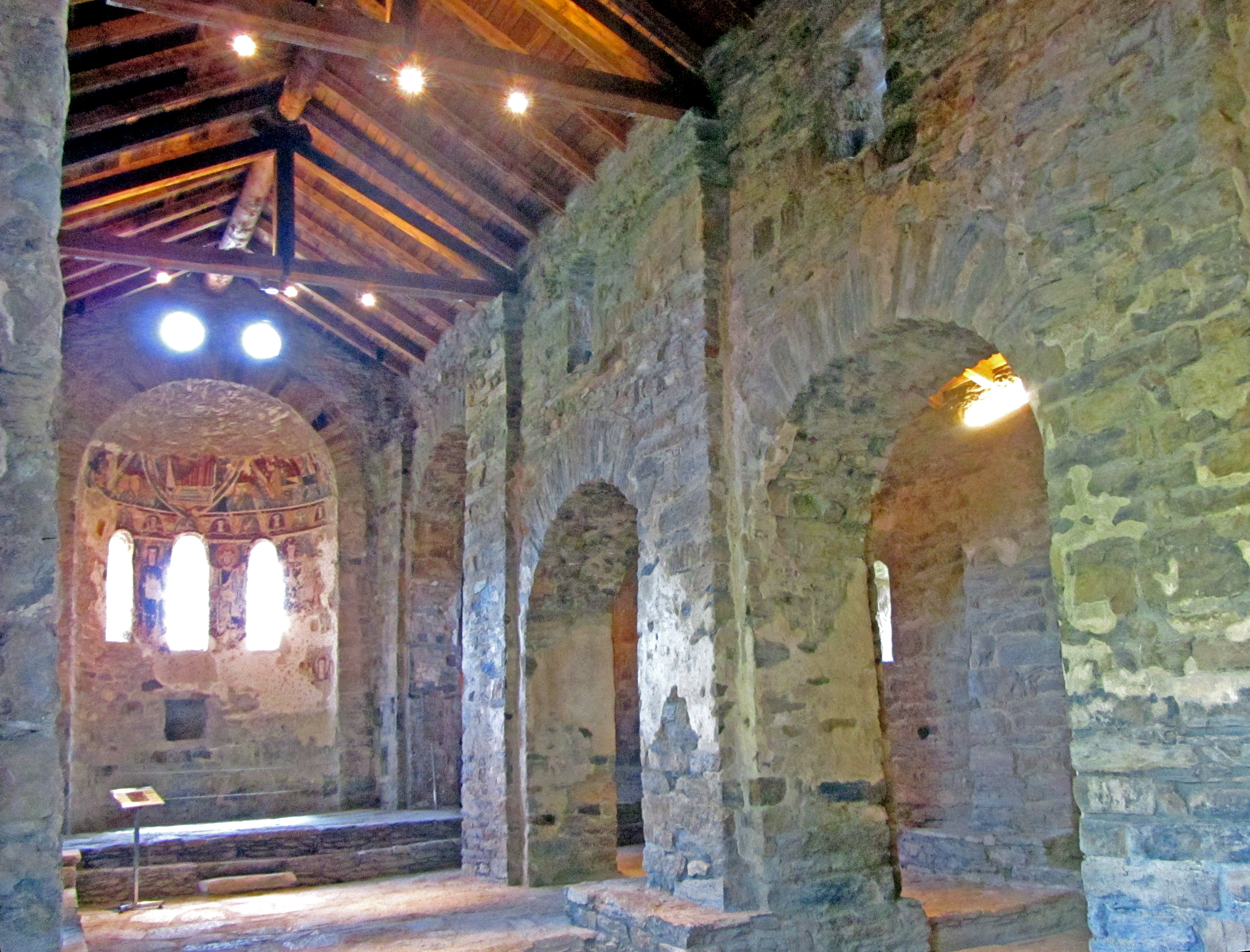
Interior de la iglesia

Las pinturas de Sant Vicenç d'Estamariu son las únicas conservadas en su lugar original (in situ) en la región, son de considerable extensión a pesar de la pérdidas sufridas por el paso del tiempo. Una primera mirada, de arriba abajo, permite distinguir los pies del Cristo Majestad y los símbolos de los evangelistas (el león de San Marcos, el toro de San Lucas, restos del águila de San Juan, un ángel y un arcángel a cada lado). Debajo de la «maiestas», se encuentra un friso, donde se alternan animales simbólicos y rostros de mártires, que representa el «mar de cristal» que, según el Apocalipsis, está debajo del trono de Dios. Entre las ventanas abiertas en el ábside central, se puede ver: la Virgen María y San Pablo (a la izquierda del ábside); una figura seguramente de San Juan y una cuarta, sin identificar, muy estropeada (a la derecha).
Debajo de estas figuras, a la derecha, se ven restos de dos caras: la de Santa Ágata, con una inscripción que la identifica y otra sin identificación. Las pinturas, realizadas con la técnica de la pintura al fresco, aplicación de pigmentos sobre una capa de cal húmeda, tienen una rica paleta cromática, con elementos como la azurita i el cinabrio. Se puede reconocer, en el estilo de las pinturas, dos escuelas principales: la del círculo de Pedret, en las cabezas de los mártires, la de más calidad i la más clásica, y otra más expresionista en las figuras de la Virgen y de San Pablo.
La realización de las pinturas se podría fechar alrededor del año 1135. Estos frescos se cubrieron con una capa de cal hacia la mitad del siglo XIV, cuando se instaló el baldaquino y el retablo de San Vicente, hoy en el Museo Nacional de Arte de Cataluña.